# Resurrection (album Chimairy)
Resurrection – czwarty album studyjny amerykańskiej grupy muzycznej Chimaira wydany 6 marca 2007 roku przez wytwórnię Ferret Music.

## Lista utworów
1. „Resurrection” – 4:37
2. „Pleasure in Pain” – 3:04
3. „Worthless” – 3:44
4. „Six” – 9:44
5. „No Reason to Live” – 3:44
6. „Killing the Beast” – 3:47
7. „The Flame” – 5:23
8. „End It All” – 4:21
9. „Black Heart” – 4:33
10. „Needle” – 3:08
11. „Empire” – 5:33

## Twórcy
- Mark Hunter – śpiew, gitara
- Rob Arnold – gitara
- Matt DeVries – gitara
- Jim LaMarca – gitara basowa
- Chris Spicuzza – keyboard, śpiew
- Andols Herrick – perkusja